# Recopa Africana 1975
La Recopa Africana 1975 fue la primera edición del torneo de fútbol a nivel de clubes de África organizado por la CAF en el que participaron los ganadores de copa de cada federación afiliada a la CAF, y contó con la participación de 15 equipos.
El Tonerre Yaoundé de Camerún venció en la final al Stella Club d'Adjamé de Costa de Marfil para proclamarse como el primer campeón del torneo.

## Primera Ronda
| Equipo 1                | Agr.   | Equipo 2         | Ida | Vuelta |
| ----------------------- | ------ | ---------------- | --- | ------ |
| Al Ittihad El Iskandary | 2-0    | Saint George FC  | 2-0 | 0-0    |
| Ifodjè Atakpamé         | 3-2    | Sahel SC         | 1-0 | 2-2    |
| Mighty Jets             | 2-2(a) | Tonnerre Yaoundé | 2-2 | 0-0    |
| Mufulira Wanderers      | 6-1    | JKU FC           | 3-0 | 3-1    |
| Postel Sport FC         | 1-3    | AS Tempête Mocaf | 0-1 | 1-3    |
| Stella Club d'Adjamé    | 2-0    | Mighty Barrolle  | 1-0 | 1-0    |
| Wallidan FC             | 0-2    | ASC Jeanne d'Arc | 0-0 | 0-2    |

Notas
- El Fortior Mahajanga de Madagascar avanzó directamente a los cuartos de final por sorteo.

## Cuartos de final
| Equipo 1                | Agr. | Equipo 2             | Ida | Vuelta |
| ----------------------- | ---- | -------------------- | --- | ------ |
| Al Ittihad El Iskandary | w/o  | Tonnerre Yaoundé     | 4-0 | 0-31   |
| Ifodjè Atakpamé         | 0-5  | Stella Club d'Adjamé | 0-1 | 0-4    |
| ASC Jeanne d'Arc        | 4-2  | AS Tempête Mocaf     | 1-1 | 3-1    |
| Mufulira Wanderers      | w/o  | Fortior Mahajanga    | 2   |        |

Notes
1 El partido fue abandonado al minuto 70 cuando el Tonnerre Yaoundé llevaba la ventaja 3-0 luego de que el Al Ittihad abandonara el juego por quejas contra el arbitraje; la serie se le acreditó al Tonnerre Yaoundé. 

2 El Fortior Mahajanga abandonó el torneo.

## Semifinales
| Equipo 1         | Agr. | Equipo 2             | Ida | Vuelta |
| ---------------- | ---- | -------------------- | --- | ------ |
| ASC Jeanne d'Arc | 3-4  | Stella Club d'Adjamé | 2-2 | 1-2    |
| Tonnerre Yaoundé | 3-2  | Mufulira Wanderers   | 1-0 | 2-2    |

## Final
| Equipo 1             | Agr. | Equipo 2         | Ida | Vuelta |
| -------------------- | ---- | ---------------- | --- | ------ |
| Stella Club d'Adjamé | 1-5  | Tonnerre Yaoundé | 0-1 | 1-4    |

## Campeón
| Recopa Africana 1975       |
| -------------------------- |
| Bandera de Camerún         |
| Tonnerre Yaoundé 1º Título |